# Bacilloflagellomera pectinicornis
Bacilloflagellomera pectinicornis är en tvåvingeart som beskrevs av Papp och Silva 1995. Bacilloflagellomera pectinicornis ingår i släktet Bacilloflagellomera och familjen lövflugor.
Artens utbredningsområde är Peru. Inga underarter finns listade i Catalogue of Life.